# The Manitou
The Manitou és una redsploitation de terror fantàstica dirigida per William Girdler i produïda l'any 1978.